# 二輝輝石岩

二輝輝石岩在水晶，正方輝石及單斜輝石三極含量圖表的分佈（綠色）

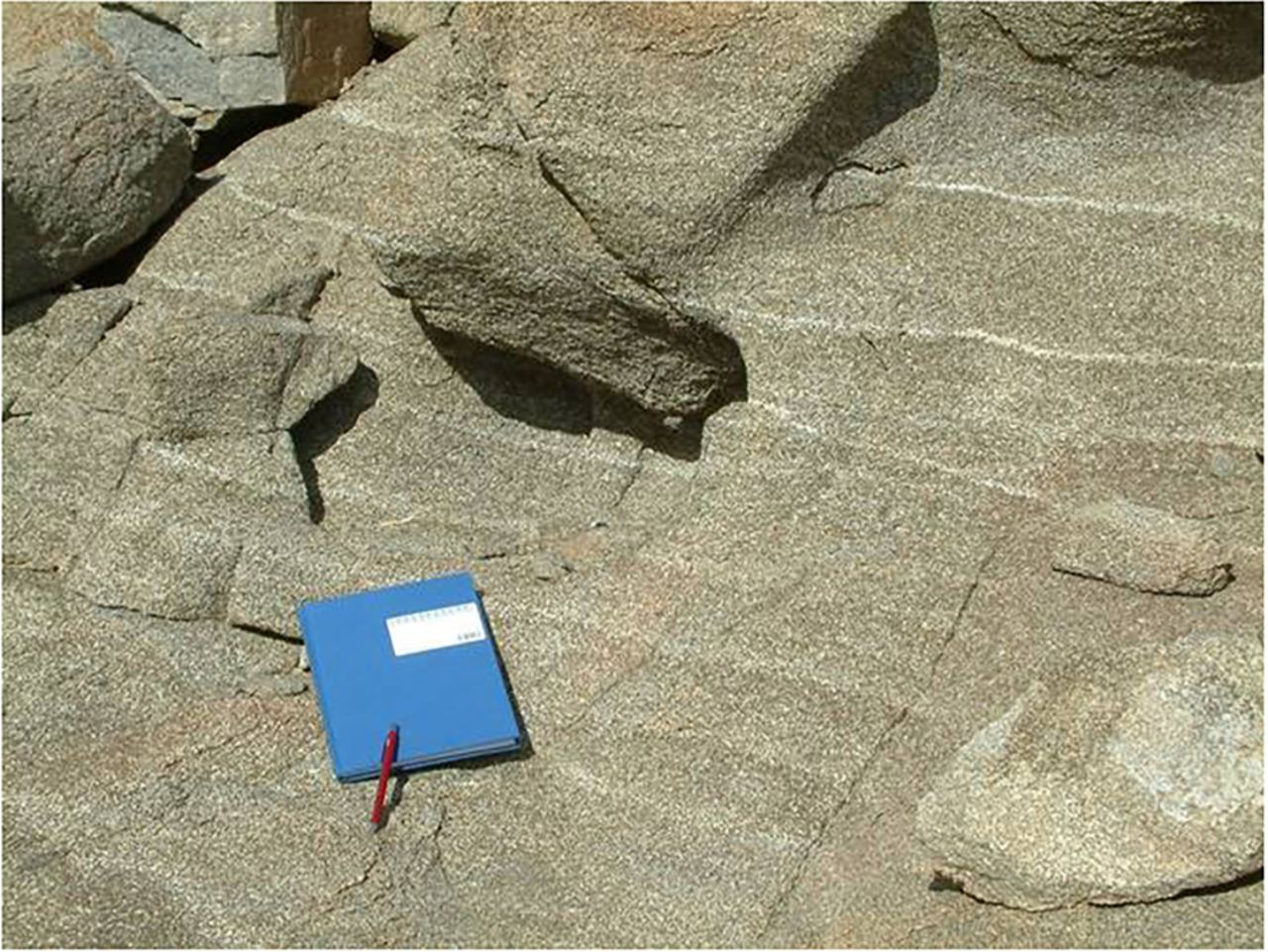
由二輝輝石岩形成的火成堆積岩，標本地點：南極McMurdo Dry Valleys

二輝輝石岩（英語：Websterite）是超鎂鐵質火成岩，由大致相等比例的輝石和單斜輝石組成。 它是輝石岩的一種。
二輝輝石岩是根據北卡羅來納州韋伯斯特鎮命名.